# Општина Житија (Вранча)
Житија (рум. Jitia) општина је у Румунији у округу Вранча.
Oпштина се налази на надморској висини од 482 m.